# Ayo Omidiran
Ayo Omidiran hay tên đầy đủ là Ayo Hulayat Omidiran (sinh ngày 10 tháng 11 năm 1965) là tên của một chính trị gia người Nigeria và là người viết luật trong hạ viện từ tháng 5 năm 2011 đến nay.

## Học vấn
Bà từng học tại trường Ayedaade Grammar Ikire, bang Osun và nhận được chứng chỉ tại đó vào năm 1980. Sau đó, bà học tại trường đại học Ahmadu Bello, ở Zaira, bang Kaduna rồi tốt nghiệp với bằng cử nhân ngành Hóa sinh học vào năm 1985.

## Sự nghiệp

### Chính trị
Vào năm 2011, bà tranh cử vào hạ viện liên bang để đại diện cho khu vực liên bang Ayedaade/Irewole/Isokan rồi tái đắc cử thêm một lần nữa vào năm 2015. Đảng chính trị của bà là đảng Cấp tiến (tên tiếng Anh: All Progressives Congress). Bà là phó chủ tịch của ủy ban thể thao, ngoài ra bà còn là thành viên của bộ tư pháp, bộ truyền thông, bộ nội vụ, bộ khai khoáng và ủy ban vấn đề phụ nữ và phụ nữ trong nghị viện.

### Thể thao
Năm 2002, bà là thành viên của hội đồng hiệp hội bóng đá Nigeria cho đến năm 2005. Đến năm 2006, bà là thành viên của ủy ban phụ nữ FIFA (tiếng Anh: FIFA Women Committee). Ngoài ra, bà còn trở thành trưởng câu lạc bộ bóng đá nữ ở Osogbo, bang Osun tên là Omidiran Babe vào năm 1997. Năm 2017, bà được chọn là người đứng đầu của ủy ban bóng đá nữ liên bang Nigeria.
Vì là người yêu thể thao, đặc biệt là bóng đá. Cho nên, bà đã tài trợ cho cuộc thi bóng đá Ayedaade-Irewole-Isokan vào đầu năm 2018.